# José Navarro Ferrero
Josep Navarro i Ferrero (Benejama, 1933 - Benejama, 2008) fue un pintor español.
Se formó en la Escuela Superior de Bellas Artes de San Carlos, en la ciudad de Valencia. Posteriormente, formó parte de grupos artísticos como Neos, Rotgle Obert y el Movimiento Artístico del Mediterráneo.
De nuevo en la comarca del Alto Vinalopó, fue profesor y catedrático de dibujo en el instituto Hernández Amorós de Benejama. También se debería destacar su papel en la difusión y representación del Tratado de Almizra
Su obra abarca desde la década de los 50 hasta la de los 90 del siglo XX. Su estilo evolucionó hacia la abstracción geométrica, que destacaba por la armonía de la composición. El crítico de arte Alfons Roig apuntaba que su obra fluctúa entre las geometrías del cosmos: ornamentos depositados sobre los restos de un paisaje fragmentado y contorneado, vaciado de su anterior presencia, convertido en perenne manifestación de un artificio conceptual